# Technomyrmex moerens
Technomyrmex moerens es una especie de hormiga del género Technomyrmex, subfamilia Dolichoderinae. Fue descrita científicamente por Santschi en 1913.
Se distribuye por Camerún, República Centroafricana, Congo, República Democrática del Congo, Gabón, Ghana, Guinea, Costa de Marfil, Kenia, Nigeria, Sudán del Sur, Tanzania y Uganda. Se ha encontrado a elevaciones de hasta 1996 metros. Vive en microhábitats como la hojarasca, madera podrida y la vegetación.